# Епархия Масвинго
Епархия Масвинго (лат. Dioecesis Masvingensis) — епархия Римско-Католической церкви с центром в городе Масвинго, Зимбабве. Епархия Масвинго входит в митрополию Булавайо.

## История
9 февраля 1999 года Святой Престол учредил епархию Масвинго, выделив её из епархии Гверу.

## Ординарии епархии
- епископ Michael Dixon Bhasera (1999 — по настоящее время).